# Guicennas
Guicennas (fl. XIII secolo) è stato un cavaliere medievale e scrittore tedesco riconosciuto, oltre che come falconiere, come autore di un trattato di caccia in latino.

## Biografia
Guicennas è conosciuto per i servizi resi come falconiere, dapprima nel regno di Germania e poi nell'ambiente normanno-svevo del regno di Sicilia, dove fu anche maestro di caccia nella corte siciliana, al servizio di Federico II di Svevia. Sarebbe da identificare con il cavaliere Corrado di Lützelhardt.
Come autore gli è attribuito un trattato in lingua latina, De arte bersandi, vertente sulla caccia con armi da lancio, arco e balestra.

## De arte bersandi
È stato ipotizzato che quest'opera, come altre della stessa epoca, facesse parte di una tradizione venatoria e falconiera prosperante presso la corte normanna del regno di Sicilia già prima del manifestarsi della passione di Federico II per l'attività venatoria. Il trattato è tramandato da un unico testimone, il manoscritto Vaticano Latino 5366, conservato alla Biblioteca Apostolica Vaticana.

### Edizioni
- (LA, DE) Kurt Lindner, De arte bersandi. Ein Traktat des 13. Jahrhunderts über die Jagd auf Rotwild, Quellen und Studien zur Geschichte der Jagd, Band 1, Berlino, Verlag Walter de Gruyter, 1954.
- (LA, FR) Gunnar Tilander, Guicennas, “De arte bersandi” : le plus ancien traité de chasse de l’Occident, Cynegetica 3, Uppsala, Almqvist & Wiksells, 1956.